# C1orf137
C1orf137 (англ. Chromosome 1 open reading frame 137) – білок, який кодується однойменним геном, розташованим у людей на 1-й хромосомі. Довжина поліпептидного ланцюга білка становить 98 амінокислот, а молекулярна маса — 10 987.
| 10         |  | 20         |  | 30         |  | 40         |  | 50         |
| ---------- |  | ---------- |  | ---------- |  | ---------- |  | ---------- |
| MALKTSLGSV |  | QFMEQFCWPH |  | LRSFCETCVG |  | SWSIQMRQHH |  | HQSSFPGSLP |
| QETNLTLKVC |  | KPQAPQKLDP |  | TLSSCFFIES |  | CGAQVPVEGS |  | RRETSITV   |

A: Аланін

C: Цистеїн

D: Аспарагінова кислота

E: Глутамінова кислота

F: Фенілаланін

G: Гліцин

H: Гістидин

I: Ізолейцин

K: Лізин

L: Лейцин

M: Метіонін

N: Аспарагін

P: Пролін

Q: Глутамін

R: Аргінін

S: Серин

T: Треонін

V: Валін